# Mudhoney
 (транскр.  Мадхани) амерички је гранџ бенд настао у Сијетлу, Вашингтон 1988. године након распада бенда Грин Ривер. Њихов први албум Суперфаз Бигмаф ЕП је веома утицајан на музичку сцену Сијетла, и помогао пробијању тзв. прљавом, високо дисторзираном звуку, који касније окарактерисан као гранџ.
Овај бенд је инспирисао многе граџ и алтернатив рок музичаре, а најпознатији међу њима био је Курт Кобејн из бенда Нирвана.

## Историја бенда
Прави почетак Мадханиа је био у Белуву, Вашингтон, предграђе Сијетла оформљен у Белувској Хришћанској средњој школи, Марк МекЛафлин (касније познат као Марк Арм) и још неколико прилатеља основали су бенд "Mr. Epp and the Calculations", бенд је добио име по његовом наставнику математике. Прва свирка овог бенда је била три године после њиховог настанка 1981. Мр. Еп се појавио на KZAM-AM радију на коме је окарактерисан као најгори бенд у свету.

## Саб Поп 1988-1991
Стиви Тарнер је желео бенд који би сви схватили озбиљно. Он и Марк Арм су почели да пишу песме заједно са Дан Петерсом из бенда "Bundle of Hiss". Трио је одлучио да би Мат Лукин, који је скоро напустио "The Melvins", требало да се прикључи бенду. Име су добили по филму Рус Мајера "Mudhoney", који ниједан од чланова бенда није гледао.
1988. бенд је снимио деби албум под називом "Superfuzz Bigmuff", као и први сингл "Touch Me I'm Sick", за издавачку кућу „Саб Поп“. Овај сингл је привукао много пажње, и доживео велики успех у Америци. Мадхани је ускоро постао главни бенд у Саб Поп-а. Соник Јут, коју су иначе били фанови бенда позвали су их на турнеју у Енглеској 1989. Након великог успеха Superfuzz Bigmuff-а, Мадхани је издао пун албум под називом "Mudhoney" 1989. године.
Пређашњи успех Мадханија довео је до стварања многих сијетлских бендова попут Нирване, Саунд гардена, Тад који су постајали све популарнији. Почетком деведесетих Саб Поп није зарађивао довољно, јер је већина бендова напустило издавачку кућу тражећи своју шансу у већим издавачким кућама. Мадхани је остао под окриљем Саб Попа и издао други албум "Every Good Boy Deserves Fudge" 1991. године. Након издавања албума понудили су уговор Репрајс рекордсу коме су се и придружили 1992.